# Уљма
Уљма је насеље у граду Вршац, у Јужнобанатском округу, у Србији. Према попису из 2022. било је 2.905 становника. До 1965. године је ово насеље седиште Општине Уљма коју су чинила насељена места: Влајковац, Загајица, Избиште, Орешац, Парта, Потпорањ, Ритишево, Уљма и Шушара. После укидања статуса општине у целини припојена територија општини Вршац.

## Историја
Име места се појављује се при крају Турске владавине (1713), са 12 домова. Године 1911. назив места Хомоксеил, а 1922. године Уљма.
Уљма је 1716. године припојена вршачком диштриту темишварског Баната и имала је 20 кућа, а 1722. године становници села Избиште су због оскудице воде хтели да се пресели у Уљму.
У јесен 1739. године, 300 Турака је силом од становништва отело оброк.
После тога је Уљма новим преласком бројно ојачала. Током 1746-1749. године узела је општина у закуп пољско добро „Мало Николинци” 1749. године пописано је 81 кућа. Од 1750. године био је овдашњи свештеник прота паланачког протопрезвитерата.
Године 1773. додељена је Уљма илирској, а 1776. године немачко-банатској граничарској регименти. Аустријски царски ревизор Ерлер је 1774. године констатовао да место "Улма" припада Вршачком округу и дистрикту. Село је било милитарског статуса а становници Срби. Године 1778. сазидана је богомоља и започело је вођење црквених матрикула 1782. године пописано је 1579. године православних становника. А већ 1827. године било је 2773 становника, од којих римокатолика 31, православних 2233, реформата 5, евангелиста 4.
Уљма је додељена српском батаљону 1838. год. а 1845. српској регименти. Године 1846. било је три свештеника на 2303 становника православне вероисповести. Исте године општина је имала пошту.
Године 1854-1758. подигнута је данашња српска црква. Освећење је обавио епископ Емилијан Кенгелац 13. маја 1858. године. Године 1854. припадала је Уљма, Избиштанској компанији и бројала је 2602 душе.
Године 1873. припојена је тамишком комитату. 1884. године Јаша Томић и Лазар Нанчић приредили су у овоме месту протестни збор против,, Велико-кикиндског српског програма ", који је растурен од мађарског хусар.
Дана 8. децембра 1894. отворена је железничка станица.
Када је умро Сава Бељин мештанин оставио је сво своје имање вредно 80.000 к "на добротворне цељи". Од камата на ту главницу издавала се 1900. године једна ђачка стипендија у износу 600 к, а остатком је располагала црква уљманска.
Уљма је бројала 1869. год. ― 2734 становника, 1880. г. ― 2923 становника, 1890. г. ― 3364 становника, 1900. г. ― 3571, а 1910. г. ― 3878 душа
Број становника Уљме је последњих двадесетак година у опадању. У селу се бележи негативан природни прираштај што значи да више људи у току године умре него што се деце роди. Мушкараца има више (1812) него жена (1786). Просечна старост мушкараца је 37 година а жена 39,4 године. Највећи број домаћинстава има једног до два члана (211 домаћинства има једног а 249 домаћинстава има два члана). Просечан број чланова у једном домаћинству је нешто више од три (3,3).
Највећи проценат становника (83,01%) се изјашњавају као Срби (2987), Румуна је 11,11% (или 400 људи), Мађара 0,63% (23), Хрвата 0,27% (10 људи), Рома 0,27% (10) док је непознато 3,25% или 117 становника.
Велики број људи је на привременом раду у иностранству, најчешће у земљама Европске уније.
Образовна структура становништва је доста неповољна. Највећи број људи има завршену само основну школу, док је мањи број са средњом стручном спремом. Само 2% становништва има високу стручну спрему тј. завршен факултет.
 Привреда Уљме 
Основна привредна делатност становништва Уљме је земљорадња. Највеће површине 4.926,7 ha су под ораницама а има доста и ливада, пашњака као и винограда (укупно 852,3 ha). Највише се сеју кукуруз, пшеница и шећерна репа, а од животиња се највише гаје свиње, говеда, овце и живина.
У различитим привредним делатностима ради 1204 становника. Пољопривредом се бави 664 становника, у индустрији ради 257, у трговини и туризму 75, у образовању 28, у здравству и социјалној заштити 45 итд.

## Спорт
Историја уљманског шаха
Шаховско семе које је на овим просторима успешно посејао први српски велемајстор Бора Костић нашло је погодно тле у Уљми, где средином двадесетог века ниче велики шаховски клуб. На иницијативу младог наставника српског и руског језика Владислава Шљивића и студената Мила Грнчарског и Владимира Стојанова 5. фебруара 1956. године основан је уљмански шах клуб. Клуб је убрзо постао стециште ђака, студената и земљорадника и важио као значајна васпитна институција. Финансирање клуба у почетном периоду агилни секретар Владислав Шљивић решио је на оригиналан начин; чланови клуба су са тракторском приколицом сакупљали кукуруз по селу у виду добровољног прилога и тим средствима опремали клуб са инвентаром и шаховским реквизитима.
Неуморни Шљивић давао је и посебан допринос буџету клуба тако што је свирао својом хармоником по сеоским игранкама а сав приход ишао је клубу. Клуб је сваким даном имао све више чланова и у своје редове примао већ афирмисане али и анонимне шахисте из Вршца и околних села. Жељни веће афирмације у шаху из Вршца долазе младићи Александар Златичанин, Слободан Тубић, Драган Лучић, Драган Крудуљ, Херберт Комарица, Ратомир Грозданић, а касније и браћа Слободан и Владимир Симић, браћа Драган и Рајко Буквић, Ђура Грубишић и други. Из околних села чланови уљманскиг шах клуба у дужем периоду били су и Милорад Капелан и Душан Галоња (Влајковац), Зоран Радивојевић (касније Наловић) (Потпорањ), Миливој Попов (Загајица), Стеван Божић, Душица Чејић и Весна Вељић (Павлиш). Боје уљманског шаха бранили су и Милорад Кнежевић — велемајстор из Београда, мајстор Драгољуб Баретић (Нови Сад), Душан Бућан (Нови Сад), Јожеф Балаш — Пири (Суботица). Шах-клуб из Уљме је у периоду од двадесетак година засенио Вршачки шах клуб по много бољом организованошћу и појединачним и екипним резултатима. У том периоду уљмански шах клуб био је стандардан члан војвођанске лиге као једино село. Најславнији члан клуба из Уљме био је свакако велемајстор Бора Костић који је у својим позним годинама предводио уљманске шахисте.
Од шахиста који су живели или су рођени у Уљми најпознатији су били Владислав Шљивић, Душан Николин, Зоран Попов, Иван Ивков, Петар Нацић, Љубомир Ђорђев, Југослав Грнчарски, Златко Николин. Најпознатији шахиста поникао у Уљми је интернационални мајстор Зорица Николин, двострука првакиња Југославије и вишеструка олимпијска репрезентативка.

## Демографија
У насељу Уљма живи 2716 пунолетних становника, а просечна старост становништва износи 38,2 година (37,0 код мушкараца и 39,4 код жена). У насељу има 1089 домаћинстава, а просечан број чланова по домаћинству је 3,30.
Ово насеље је углавном насељено Србима (према попису из 2002. године), а у последња три пописа, примећен је пад у броју становника.
|  |

| Демографија | Демографија | Демографија |
| Година      | Становника  | Становника  |
| ----------- | ----------- | ----------- |
| 1948.       | 3.775       |             |
| 1953.       | 3.933       |             |
| 1961.       | 4.237       |             |
| 1971.       | 4.391       |             |
| 1981.       | 4.115       |             |
| 1991.       | 3.961       | 3.713       |
| 2002.       | 3.598       | 3.923       |
| 2011.       | 3.089       |             |

| Етнички састав према попису из 2002.‍ | Етнички састав према попису из 2002.‍ | Етнички састав према попису из 2002.‍ | Етнички састав према попису из 2002.‍ | Етнички састав према попису из 2002.‍ |
| ------------------------------------ | ------------------------------------ | ------------------------------------ | ------------------------------------ | ------------------------------------ |
|                                      |                                      |                                      |                                      |                                      |
| Срби                                 | Срби                                 |                                      | 2.987                                | 83,01%                               |
| Румуни                               | Румуни                               |                                      | 400                                  | 11,11%                               |
| Мађари                               | Мађари                               |                                      | 23                                   | 0,63%                                |
| Хрвати                               | Хрвати                               |                                      | 10                                   | 0,27%                                |
| Роми                                 | Роми                                 |                                      | 10                                   | 0,27%                                |
| Македонци                            | Македонци                            |                                      | 022                                  | 0%                                   |
| Бугари                               | Бугари                               |                                      | 8                                    | 0,22%                                |
| Немци                                | Немци                                |                                      | 6                                    | 0,16%                                |
| Муслимани                            | Муслимани                            |                                      | 6                                    | 0,16%                                |
| Словаци                              | Словаци                              |                                      | 2                                    | 0,05%                                |
| Чеси                                 | Чеси                                 |                                      | 1                                    | 0,02%                                |
| Црногорци                            | Црногорци                            |                                      | 1                                    | 0,02%                                |
| Словенци                             | Словенци                             |                                      | 1                                    | 0,02%                                |
| Руси                                 | Руси                                 |                                      | 1                                    | 0,02%                                |
| Југословени                          | Југословени                          |                                      | 1                                    | 0,02%                                |
| непознато                            | непознато                            |                                      | 117                                  | 3,25%                                |

| \| \| м \| \| \| ж \| \| ? \| 5 \| \| \| 9 \| \| 80+ \| 16 \| \| \| 40 \| \| 75—79 \| 46 \| \| \| 72 \| \| 70—74 \| 88 \| \| \| 103 \| \| 65—69 \| 88 \| \| \| 99 \| \| 60—64 \| 79 \| \| \| 117 \| \| 55—59 \| 79 \| \| \| 89 \| \| 50—54 \| 129 \| \| \| 114 \| \| 45—49 \| 160 \| \| \| 141 \| \| 40—44 \| 123 \| \| \| 106 \| \| 35—39 \| 145 \| \| \| 121 \| \| 30—34 \| 112 \| \| \| 110 \| \| 25—29 \| 102 \| \| \| 110 \| \| 20—24 \| 120 \| \| \| 95 \| \| 15—19 \| 119 \| \| \| 137 \| \| 10—14 \| 128 \| \| \| 129 \| \| 5—9 \| 145 \| \| \| 114 \| \| 0—4 \| 102 \| \| \| 106 \| \| Просек : \| 37,0 \| \| \| 39,4 \| |      |  |  |      |
| |      |  |  |      |
| | м    |  |  | ж    |
| ? | 5    |  |  | 9    |
| 80+ | 16   |  |  | 40   |
| 75—79 | 46   |  |  | 72   |
| 70—74 | 88   |  |  | 103  |
| 65—69 | 88   |  |  | 99   |
| 60—64 | 79   |  |  | 117  |
| 55—59 | 79   |  |  | 89   |
| 50—54 | 129  |  |  | 114  |
| 45—49 | 160  |  |  | 141  |
| 40—44 | 123  |  |  | 106  |
| 35—39 | 145  |  |  | 121  |
| 30—34 | 112  |  |  | 110  |
| 25—29 | 102  |  |  | 110  |
| 20—24 | 120  |  |  | 95   |
| 15—19 | 119  |  |  | 137  |
| 10—14 | 128  |  |  | 129  |
| 5—9 | 145  |  |  | 114  |
| 0—4 | 102  |  |  | 106  |
| Просек : | 37,0 |  |  | 39,4 |

| Година пописа     | 1948. | 1953. | 1961. | 1971. | 1981. | 1991. | 2002. |
| ----------------- | ----- | ----- | ----- | ----- | ----- | ----- | ----- |
| Број домаћинстава | 936   | 983   | 1.167 | 1.190 | 1.246 | 1.205 | 1.089 |

| Број чланова      | 1   | 2   | 3   | 4   | 5   | 6  | 7  | 8  | 9 | 10 и више | Просек |
| ----------------- | --- | --- | --- | --- | --- | -- | -- | -- | - | --------- | ------ |
| Број домаћинстава | 211 | 249 | 181 | 185 | 117 | 78 | 31 | 19 | 7 | 11        | 3,30   |

| Пол    | Укупно | Неожењен/Неудата | Ожењен/Удата | Удовац/Удовица | Разведен/Разведена | Непознато |
| ------ | ------ | ---------------- | ------------ | -------------- | ------------------ | --------- |
| Мушки  | 1.411  | 383              | 904          | 87             | 37                 | 0         |
| Женски | 1.463  | 234              | 900          | 264            | 61                 | 4         |
| УКУПНО | 2.874  | 617              | 1.804        | 351            | 98                 | 4         |

| Пол    | Укупно                    | Пољопривреда, лов и шумарство | Рибарство                            | Вађење руде и камена | Прерађивачка индустрија       |
| ------ | ------------------------- | ----------------------------- | ------------------------------------ | -------------------- | ----------------------------- |
| Мушки  | 809                       | 467                           | 0                                    | 1                    | 175                           |
| Женски | 395                       | 197                           | 0                                    | 0                    | 81                            |
| Укупно | 1.204                     | 664                           | 0                                    | 1                    | 256                           |
|        |                           |                               |                                      |                      |                               |
| Пол    | Производња и снабдевање   | Грађевинарство                | Трговина                             | Хотели и ресторани   | Саобраћај, складиштење и везе |
| Мушки  | 1                         | 16                            | 35                                   | 4                    | 40                            |
| Женски | 0                         | 0                             | 33                                   | 3                    | 2                             |
| Укупно | 1                         | 16                            | 68                                   | 7                    | 42                            |
|        |                           |                               |                                      |                      |                               |
| Пол    | Финансијско посредовање   | Некретнине                    | Државна управа и одбрана             | Образовање           | Здравствени и социјални рад   |
| Мушки  | 0                         | 3                             | 15                                   | 8                    | 4                             |
| Женски | 4                         | 3                             | 5                                    | 20                   | 41                            |
| Укупно | 4                         | 6                             | 20                                   | 28                   | 45                            |
|        |                           |                               |                                      |                      |                               |
| Пол    | Остале услужне активности | Приватна домаћинства          | Екстериторијалне организације и тела | Непознато            | Непознато                     |
| Мушки  | 8                         | 0                             | 0                                    | 32                   | 32                            |
| Женски | 3                         | 1                             | 0                                    | 2                    | 2                             |
| Укупно | 11                        | 1                             | 0                                    | 34                   | 34                            |

## Познате личности
- Мартин Филипон, српски адвокат, политичар и национални радник